# Acanthaluteres spilomelanurus
Acanthaluteres spilomelanurus és una espècie de peix de la família dels monacàntids i de l'ordre dels tetraodontiformes.
Els adults poden assolir 14 cm de longitud. És un peix de clima subtropical i demersal, endèmic a Austràlia des de Perth fins a Sydney. És inofensiu per als humans.